# Protaetia antoinei
Protaetia antoinei är en skalbaggsart som beskrevs av Arnaud 1989. Protaetia antoinei ingår i släktet Protaetia och familjen Cetoniidae. Inga underarter finns listade i Catalogue of Life.